# Upland (California)
Upland, fundada en 1906, es una ciudad ubicada en el condado de San Bernardino en el estado estadounidense de California. En el año 2002 tenía una población de 70,493 habitantes y una densidad poblacional de 1,746.7 personas por km².

## Geografía
Upland se encuentra ubicada en las coordenadas 34°6′48″N 117°39′30″O / 34.11333, -117.65833. Según la Oficina del Censo, la ciudad tiene un área total de 39,2 km² (15,1 mi²), de la cual 39,2 km² (15,1 mi²) es tierra y 0 km² (0 mi²) (0%) es agua.

### Localidades adyacentes
El siguiente diagrama muestra a las localidades en un radio de 16 kilómetros (9,9 mi) de Upland.

## Demografía
Según la Oficina del Censo en 2000 los ingresos medios por hogar en la localidad eran de $31,178, y los ingresos medios por familia eran $32,251. Los hombres tenían unos ingresos medios de $25,081 frente a los $25,141 para las mujeres. La renta per cápita para la localidad era de $14,613. Alrededor del 16.8% de la población estaban por debajo del umbral de pobreza.